# Ben Johnson (attore)
Benjamin Johnson, detto Ben (Foraker, 13 giugno 1918 – Mesa, 8 aprile 1996), è stato un attore statunitense.

## Biografia
Di ascendenza mista irlandese e pellerossa della tribù Cherokee, Johnson si fece un nome come cowboy e lanciatore di lazo nei rodei, vincendo anche un campionato mondiale nel 1935. Scritturato dal produttore Howard Hughes, giunse a Hollywood nel 1940 e per alcuni anni lavorò nel cinema in qualità di stuntman e controfigura equestre di star come John Wayne e Joel McCrea.
Dopo una serie di apparizioni non accreditate, come nel western Il mio corpo ti scalderà (1943), Johnson fu notato dal regista John Ford, che lo accolse nella sua cerchia di collaboratori fissi e gli affidò alcuni notevoli ruoli di comprimario in celebri pellicole western, tra cui In nome di Dio (1948) e I cavalieri del Nord Ovest (1949), fino al ruolo di protagonista assoluto ne La carovana dei mormoni (1950), celebrazione corale che Ford dedicò alla frontiera e ai suoi protagonisti.
Dopo alcuni altri ruoli di comprimario, come nel celebre Il cavaliere della valle solitaria (1953) di George Stevens, Johnson si riavvicinò per un certo periodo al rodeo, per tornare successivamente al cinema all'inizio degli anni Sessanta, prima grazie a Marlon Brando, che lo diresse ne I due volti della vendetta (1961), quindi a Sam Peckinpah, che ne fece un volto familiare dei propri western di rottura con il passato e tendenti al parossismo violento, come Sierra Charriba (1965) e Il mucchio selvaggio (1969).
Johnson raggiunse l'apice della carriera vincendo il premio Oscar al miglior attore non protagonista nel 1972 per la sua interpretazione di Sam "il leone" nel nostalgico e lirico L'ultimo spettacolo di Peter Bogdanovich, e tornò sotto la direzione di Peckinpah per il western moderno L'ultimo buscadero (1972) e per il poliziesco Getaway! (1972), entrambi accanto a Steve McQueen. Negli anni Settanta continuò a recitare in eccellenti pellicole, mettendo la propria esperienza di navigato professionista al servizio di giovani autori come John Milius per Dillinger (1973) e Steven Spielberg per Sugarland Express (1974), e di esperti narratori come Richard Brooks per Stringi i denti e vai! (1975).

## Filmografia

### Cinema
- The Fighting Gringo, regia di David Howard (1939) (non accreditato)
- Il mio corpo ti scalderà (The Outlaw), regia di Howard Hughes (1943) (non accreditato)
- Bordertown Gun Fighters, regia di Howard Bretherton (1943) (non accreditato)
- La staffetta della morte (The Pinto Bandit), regia di Elmer Clifton (1944) (non accreditato)
- Romanzo del West (Tall in the Saddle), regia di Edwin L. Marin (1944) (non accreditato)
- Nevada, regia di Edward Killy (1944) (non accreditato)
- Corpus Christi Bandits, regia di Wallace Grissels (1945) (non accreditato)
- L'arca di Noè (The Naughty Nineties), regia di Jean Yarbrough (1945) (non accreditato)
- La terra dei senza legge (Badman's Territory), regia di Tim Whelan (1946) (non accreditato)
- L'eroica legione (The Gallant Legion), regia di Joseph Kane (1948) (non accreditato)
- In nome di Dio (3 Godfathers), regia di John Ford (1948)
- Il re dell'Africa (Mighty Joe Young), regia di Ernest B. Schoedsack (1949)
- I cavalieri del Nord Ovest (She Wore a Yellow Ribbon), regia di John Ford (1949)
- La carovana dei mormoni (Wagon Master), regia di John Ford (1950)
- Rio Bravo (Rio Grande), regia di John Ford (1950)
- Il terrore dei Navajos (Fort Defiance), regia di John Rawlins (1951)
- Topkid eroe selvaggio (Wild Stallion), regia di Lewis D. Collins (1952)
- Il cavaliere della valle solitaria (Shane), regia di George Stevens (1953)
- Oklahoma!, regia di Fred Zinnemann (1955) (non accreditato)
- Il ribelle torna in città (Rebel in Town), regia di Alfred L. Werker (1956)
- Tamburi di guerra (War Drums), regia di Reginald Le Borg (1957)
- Slim Carter, regia di Richard Bartlett (1957)
- La carica dei quattromila (Fort Bowie), regia di Howard W. Koch (1958)
- Dieci uomini coraggiosi (Ten Who Dared), regia di William Beaudine (1960)
- I due volti della vendetta (One-Eyed Jacks), regia di Marlon Brando (1961)
- Tomboy and the Champ, regia di Francis D. Lyon (1961)
- Il grande sentiero (Cheyenne Autumn), regia di John Ford (1964)
- Sierra Charriba (Major Dundee), regia di Sam Peckinpah (1965)
- Rancho Bravo (The Rare Breed), regia di Andrew V. McLaglen (1966)
- Costretto ad uccidere (Will Penny), regia di Tom Gries (1968)
- Impiccalo più in alto (Hang 'Em High), regia di Ted Post (1968)
- Il mucchio selvaggio (The Wild Bunch), regia di Sam Peckinpah (1969)
- I due invincibili (The Undefeated), regia di Andrew V. McLaglen (1969)
- Chisum, regia di Andrew V. McLaglen (1970)
- L'ultimo spettacolo (The Last Picture Show), regia di Peter Bogdanovich (1971)
- Ti combino qualcosa di grosso (Something Big), regia di Andrew V. McLaglen (1971)
- Corky, regia di Leonard Horn (1971)
- L'ultimo buscadero (Junior Bonner), regia di Sam Peckinpah (1972)
- Getaway! (The Getaway), regia di Sam Peckinpah (1972)
- Quel maledetto colpo al Rio Grande Express (The Train Robbers), regia di Burt Kennedy (1973)
- Dillinger, regia di John Milius (1973)
- Kid Blue, regia di James Frawley (1973)
- Sugarland Express (The Sugarland Express), regia di Steven Spielberg (1974)
- Stringi i denti e vai! (Bite the Bullet), regia di Richard Brooks (1975)
- Io non credo a nessuno (Breakhart Pass), regia di Tom Gries (1975)
- Un gioco estremamente pericoloso (Hustle), regia di Robert Aldrich (1975)
- La città che aveva paura (The Town That Dreaded Sundown), regia di Charles B. Pierce (1976)
- Io sono il più grande (The Greatest), regia di Tom Gries e Monte Hellman (1977)
- Aquila grigia il grande capo dei Cheyenne (Greyeagle), regia di Charles B. Pierce (1977)
- Swarm (The Swarm), regia di Irwin Allen (1978)
- Il cacciatore di taglie (The Hunter), regia di Buzz Kulik (1980)
- Terror Train, regia di Roger Spottiswoode (1980)
- Alba rossa (Red Dawn), regia di John Milius (1984)
- Bambola meccanica mod. Cherry 2000 (Cherry 2000), regia di Steve De Jarnatt (1987)
- Angeli (Angels in the Outfield), regia di William Dear (1994)
- Conflitti del cuore (The Evening Star), regia di Robert Harling (1996)

### Televisione
- Navy Log – serie TV, episodio 3x28 (1958)
- The Restless Gun – serie TV, episodio 2x09 (1958)
- Have Gun - Will Travel – serie TV, episodi 4x03-5x06 (1960-1961)
- ABC Stage 67 – serie TV, episodio 1x10 (1966)
- Il virginiano (The Virginian) – serie TV, episodi 1x15-3x26-6x05-7x04 (1963-1968)
- The Red Pony, regia di Robert Totten – film TV (1973)
- Attentato al Trans American Express (Runaway!), regia di David Lowell Rich – film TV (1973)
- Blood Sport, regia di Jerrold Freedman – film TV (1973)
- Locusts, regia di Richard T. Heffron – film TV (1974)
- Bees: lo sciame che uccide (The Savage Bees), regia di Bruce Geller – film TV (1976)
- Ombre a cavallo (The Shadow Riders), regia di Andrew V. McLaglen – film TV (1982)

## Doppiatori italiani
Nelle versioni in italiano dei suoi film, Ben Johnson è stato doppiato da:
- Glauco Onorato in Un gioco estremamente pericoloso, Swarm, Il cacciatore di taglie, Felix
- Giulio Panicali in I cavalieri del Nord Ovest, La carovana dei mormoni, Il terrore dei Navajos
- Arturo Dominici in Impiccalo più in alto, L'ultimo buscadero, Getaway!
- Giorgio Gusso in Chisum, Terror Train
- Sergio Fiorentini in Io non credo a nessuno, Alba rossa
- Bruno Alessandro in Angels, Conflitti del cuore
- Vittorio Sanipoli in Il re dell'Africa[3]
- Gualtiero De Angelis in Rio Bravo
- Carlo Romano in Il cavaliere della valle solitaria
- Emilio Cigoli in I due volti della vendetta
- Riccardo Mantoni in Sierra Charriba
- Nino Pavese ne Il grande sentiero
- Corrado Gaipa in Costretto ad uccidere
- Vittorio Di Prima in Il mucchio selvaggio
- Giuseppe Rinaldi in Dillinger
- Roberto Villa in Sugarland Express
- Michele Gammino in L'ultimo spettacolo (ridoppiaggio)

## Riconoscimenti
Premi Oscar 1972 – Oscar al miglior attore non protagonista per L'ultimo spettacolo